# Список регіонів на Іо

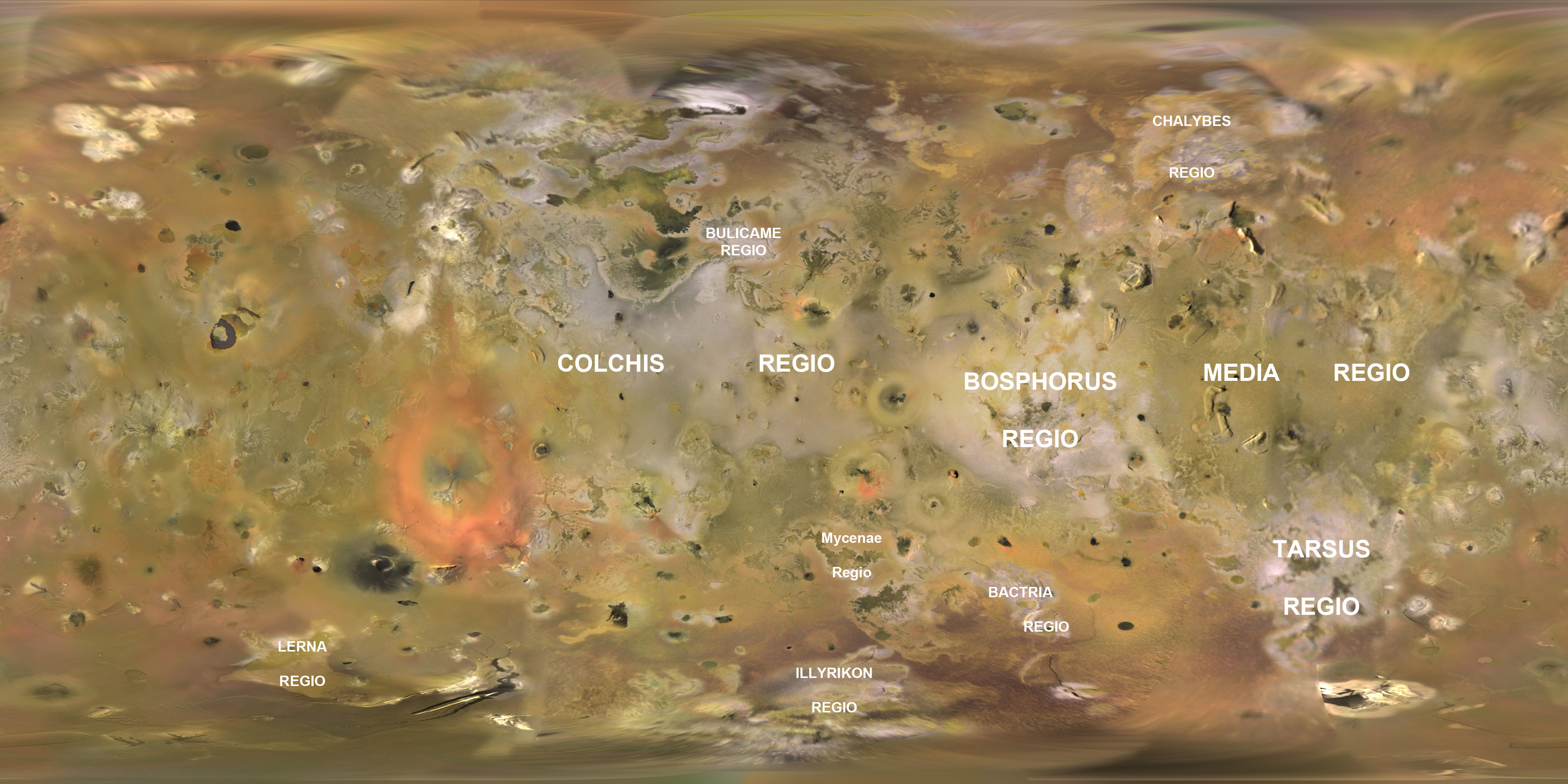
Карта поверхні Іо з названими регіонами.

Це список регіонів на супутнику Юпітера Іо, назви яких визнано Міжнародним астрономічним союзом . Перераховані нижче області є частиною загальної кількості відомих яскравих областей на поверхні Іо, багато з яких наразі не мають офіційно затверджених назв. Ці області є великими регіонами на поверхні Іо, які відрізняються яскравістю або кольором від решти поверхні. Переважно ці зони являють собою світлу місцевість, що складається з діоксиду сірки інею або льодових полів, що свідчить про те, що вони холодніші, ніж решта поверхні. 
Назви регіонів на Іо використовують комбінацію назв, отриманих від місць у грецькій міфології, пов’язаних із німфою Іо, Пеклом «Божественної комедії» італійського письменника Данте Аліг’єрі або з назви сусіднього об’єкта на поверхні Іо та дескрипторного терміну, regio, латинського для регіону. Джерело координат, діаметра та назви, наведене нижче, взято з веб-сайту номенклатури Сонячної системи IAU. 
| Регіон         | Латинська назва | Названий на честь             | Координати                                                  | Розмір     |
| -------------- | --------------- | ----------------------------- | ----------------------------------------------------------- | ---------- |
| Регіон Бактрія | Bactria Regio   | Бактрія                       | 47°36′ пд. ш. 123°46′ зх. д. / 47.6° пд. ш. 123.77° зх. д.  | 665,68 км  |
| Регіон Босфор  | Bosphorus Regio | Босфор                        | 1°35′ пд. ш. 120°30′ зх. д. / 1.58° пд. ш. 120.5° зх. д.    | 1615,15 км |
| Регіон Булікам | Bulicame Regio  | Булікам (Божественна комедія) | 34°51′ пн. ш. 190°49′ зх. д. / 34.85° пн. ш. 190.82° зх. д. | 498,0 км   |
| Регіон Халіб   | Chalybes Regio  | Халіб                         | 57°30′ пн. ш. 86°13′ зх. д. / 57.5° пн. ш. 86.21° зх. д.    | 760,56 км  |
| Регіон Колхіда | Colchis Regio   | Колхіда                       | 1°38′ пн. ш. 205°01′ зх. д. / 1.63° пн. ш. 205.01° зх. д.   | 2373,09 км |
| Регіон Іллірія | Illyrikon Regio | Іллірія                       | 69°51′ пд. ш. 169°02′ зх. д. / 69.85° пд. ш. 169.04° зх. д. | 750,0 км   |
| Регіон Лерна   | Lerna Regio     | Лерна                         | 62°21′ пд. ш. 291°52′ зх. д. / 62.35° пд. ш. 291.86° зх. д. | 581,26 км  |
| Регіон Мідія   | Media Regio     | Мідія                         | 8°39′ пн. ш. 59°26′ зх. д. / 8.65° пн. ш. 59.43° зх. д.     | 2654,02 км |
| Регіон Мікени  | Mycenae Regio   | Мікени                        | 36°04′ пд. ш. 165°23′ зх. д. / 36.07° пд. ш. 165.39° зх. д. | 600,16 км  |
| Регіон Тарс    | Tarsus Regio    | Тарс                          | 39°41′ пд. ш. 55°08′ зх. д. / 39.69° пд. ш. 55.14° зх. д.   | 1520,93 км |

## Інші регіони на Іо
| Регіон                | Названий на честь       | Координати                                              | Розмір   |
| --------------------- | ----------------------- | ------------------------------------------------------- | -------- |
| Регіон Чаак-Камакстлі | Патера Чаак і Камакстлі | 12°30′ пн. ш. 145°00′ зх. д. / 12.5° пн. ш. 145° зх. д. | невідомо |